# Rathaus (Grötzingen)

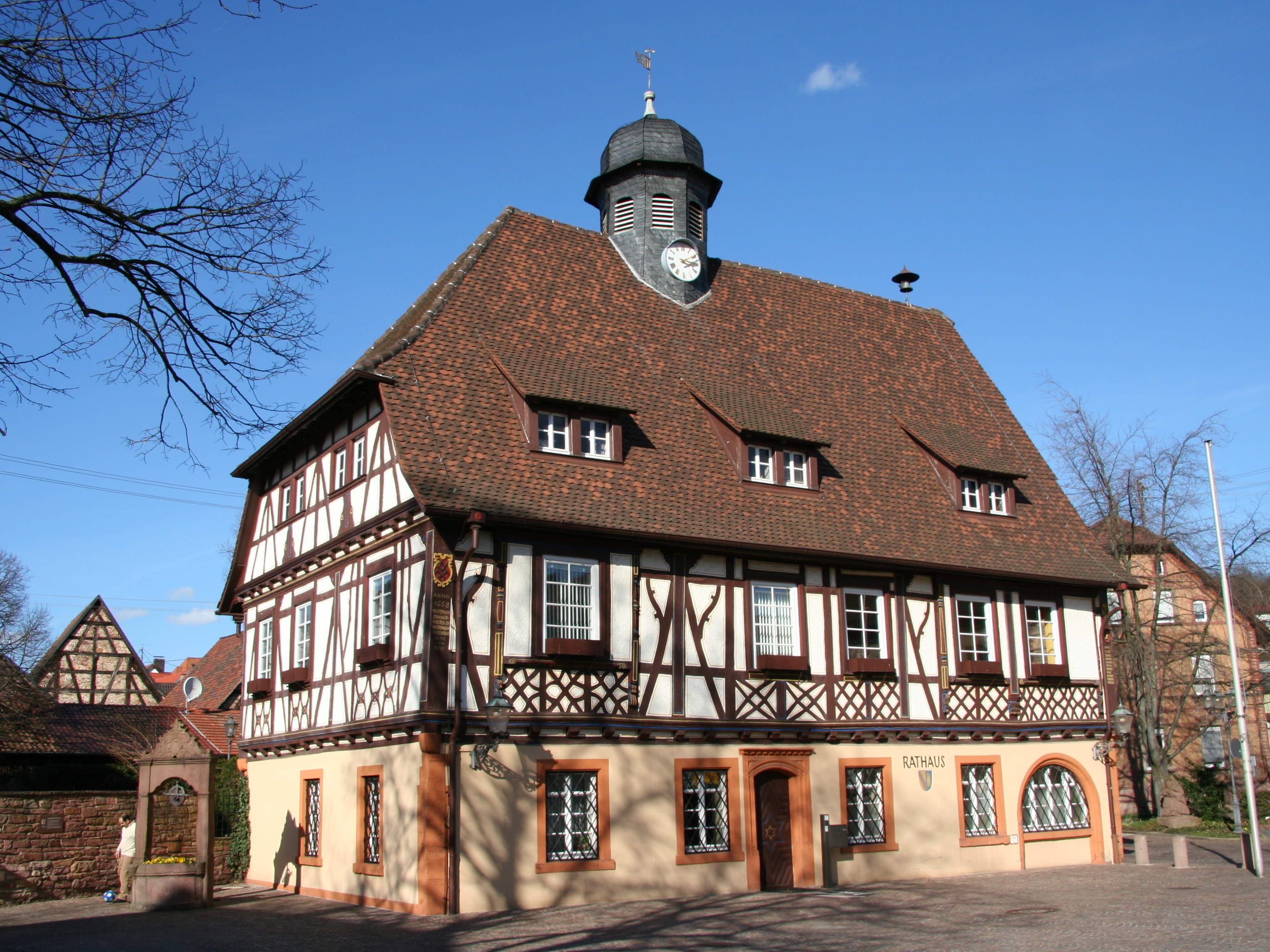
Rathaus in Grötzingen 2007 (vor der Grundsanierung)

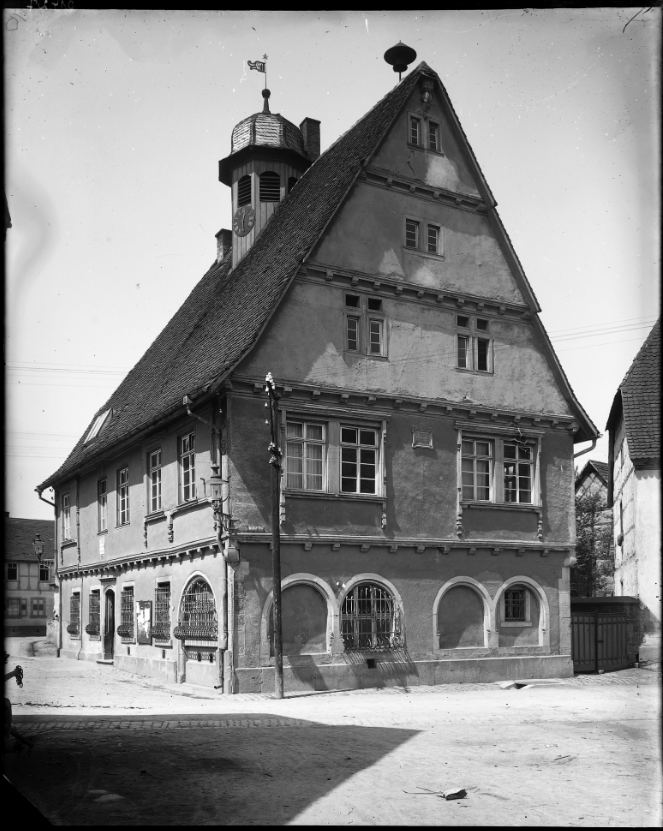
Das Rathaus im Jahr 1925 (Foto von Wilhelm Kratt)

Das Rathaus in Grötzingen, einem Stadtteil von Karlsruhe in Baden-Württemberg, wurde 1668 errichtet. Das Rathaus, in Fachwerkbauweise ausgeführt, ist ein geschütztes Kulturdenkmal.

## Geschichte
Der Vorgängerbau, 1583 errichtet, wurde während des Dreißigjährigen Krieges zerstört. Die massiven Mauern des Erdgeschosses wurden beim Neubau von 1668 wiederverwendet. Am östlichen Eckständer befindet sich folgende Inschrift:

„ANNO 1668 IST DAS HAUS ERBAUT WORDEN. DAMALS WAREN SCHULTHEISS ERHARD KIEFER. ANWALT WENDEL SCHÄFER. BÜRGERMEISTER GEORG BRAUN“

Am westlichen Eckständer findet sich unter einem Schild mit Zirkel, Winkelmaß und gekreuzten Klammern der Text:

„ANNO 1668 IST STEPHAN ZIMMERMEISTER ZU GRETZINGEN. GESELLEN SIND H.M. UND H.W.“

## Beschreibung
Das nicht unterkellerte Erdgeschoss war ursprünglich in drei Querstreifen und eine offene Halle unterteilt. Die Rundbogenöffnungen sind heute zum Teil vermauert und die Zufahrt zur Halle ist geschlossen. Im Oberstock befindet sich der große Bürgersaal mit einer Mittelsäule. Im Jahr 1900 wurde der Speicher für Büroräume ausgebaut. Im Jahr 1951 und von 2016 bis 2019 wurde das Gebäude renoviert.
Auf dem Erdgeschoss ist ein Rähmbau aufgesetzt. Der Fachwerkoberstock kragt allseits vor und darüber befindet sich ein dreifach vorspringender Giebel. An der Westseite befindet sich über dem unteren Dachstock ein Krüppelwalm. Auf dem Dachfirst sitzt ein achteckiger Dachreiter mit Zwiebelhaube. Der Fränkische Mann mit Armen ist eine zu dieser Zeit neue Verstrebungsfigur.
An den Ecksteinen des Gebäudes befinden sich mehrere Hochwassermarken der Pfinz.